# Prima Sport
Prima Sport (cunoscut în trecut ca Transilvania Look, Look TV și Look Sport) este o rețea de televiziuni de sport lansată în 2022 de compania Clever Group. Prima Sport cuprinde zece canale (5 în format Standard Definition și 5 în format High Definition) și 4 canale PPV.

## Istorie

### Transilvania Look (2012)
În decembrie 2011 după lansarea canalului Transilvania L!VE, Vasile Dânciu, acționarul de atunci a postului anunța planurile pentru lansarea canalului Transilvania Look stabilită pe 14 februarie 2012 înlocuind canalul regional Transilvania Channel. La lansare canalul oferea emisiuni, seriale, documentare, meciurile echipei CFR Cluj din preliminariile UEFA Champions League și Campionatul Național de Baschet Spaniol. Canalul era deținut de Transilvania Media Group care deținea și canalul Transilvania L!VE și platforma Transilvania Tube.

### Look TV (2012-2018)
La data de 5 octombrie 2012 Transilvania Look a fost redenumit în Look TV aducând noi emisiuni și filme la nivel național. 
La începutul anului 2014 Look TV și Transilvania L!VE (acum Prima Sport 1) sunt vândute către compania Intel Sky Broadcast. La data de 1 iulie 2014 a fost lansată versiunea HD a canalului. Totodată a început difuzarea meciurilor din Liga 1 și Cupa Ligii, iar canalul Transilvania L!VE și-a schimbat denumirea în Look Plus. În octombrie 2017 Look TV și Look Plus au fost cumpărate de Clever Media Network (acum Clever Group) alături de drepturile de difuzare ale Liga 1 și Cupa Ligii.

### LookSport (2018-2022)
Din 30 august 2018 Look TV a fost rebranduit în LookSport devenind post sportiv aducând mai multe competiții sportive. Din 16 august 2019 au fost lansate canalele LookSport 2 și LookSport 3 iar din 19 iunie 2020 a fost lansat canalul în format UHD, Look 4K (acum Prima 4K). Din august 2020 LookSport 3 s-a reorientat spre competiții sportive cu motor și sporturi de contact. Din ianuarie 2021 LookSport 3 rămâne doar cu sporturile cu motor.

### Prima Sport (2022-prezent)
Din 19 aprilie 2022 canalele Look Sport devin Prima Sport aducând mai multe competiții sportive.

## Despre canale
Prima Sport cuprinde 5 canale TV în format Standard Definition și în format High Definition, un canal TV care emite în format Ultra High Definition și 4 canale PPV unde se pot urmări campionate de fotbal precum UCL, Superliga 1, Liga 2 , Cupa României, Primeira Liga, Serie A, Ligue 1, Bundesliga și La Liga.  

### Prima Sport 1
Prima Sport 1 (fost Look Sport +) este principalul canal de televiziune dedicat exclusiv sportului. A fost lansat pe 1 iulie 2014 ca Look Plus înlocuind Transilvania L!VE și a difuzat emisiuni proprii cu profil generalist, câteva reluări de la Look TV și meciuri de fotbal din Liga 1.
Din primăvara 2018 Look Plus a început să difuzeze și filme românești, dar și meciuri din UEFA Champions League și UEFA Europa League. Din 28 august 2018 CNA a aprobat schimbarea logo-ului Look Plus ca parte a rebranding-ului canalelor Clever Media Network (acum Clever Group), schimbarea având loc 2 zile mai târziu.
Din 17 septembrie 2018 Look Plus a lansat blocul de programe Look Medica care a fost difuzat dimineața. De asemenea a lansat o nouă serie de emisiuni ca Johannes Magic Show, Carpet Lifestyle, noi sezoane din Tonik Show și Big Boletus, dar și serialul românesc Oportuniștii și serialele străine Surviving Escobar, Alias JJ și Mossad 101. Din septembrie 2019 Look Plus a rămas doar cu sport și Look Medica.
Din 9 octombrie 2020 Look Plus a devenit Look Sport +, devenind complet canal de sport, la 3 zile după ce CNA a aprobat modificarea denumirii, iar blocul de programe Look Medica a fost anulat.
Din 19 aprilie 2022 Look Sport + a devenit Prima Sport 1.

### Prima Sport 2
Prima Sport 2 (fost Look Sport) este un canal de televiziune cu profil sportiv din România, care s-a lansat la 14 februarie 2012 sub numele de Transilvania Look și care anterior a mai purtat denumirea de Look TV sub care a difuzat programe cu profil generalist și sportiv.
Postul a obținut licența pentru modificarea numelui din Look TV în Look Sport în ședința CNA din data de 28 august 2018, denumirea urmând a fi schimbată două zile mai târziu într-un rebranding a canalelor Clever Media Network (acum Clever Group).
Din 19 aprilie 2022 Look Sport a devenit Prima Sport 2.

### Prima Sport 3
PrimaSport 3 (fost Look Sport 3) este al treilea canal dedicat exclusiv sportului.
Acest canal TV a fost lansat pe 16 august 2019. Acesta a trasmis competiții sportive ca: La Liga, Serie A, Ligue 1, UCL, UEL, Primera Liga, Liga 1, Liga 2 si Bundesliga. Din august 2020 devine un canal de sport cu motor difuzând competiții sportive cu motor ca: Formula 1, 2, 3, Moto GP, Super Rally, Romanian Endurance Series, Moto RC și Le Mans 24.
Din 19 aprilie 2022 Look Sport 3 a devenit Prima Sport 3.

### Prima Sport 4
Prima Sport 4 (fost Look Sport 2) este al patrulea canal dedicat exclusiv sportului.
Acest canal a luat naștere în 16 august 2019. Transmite competiții sportive, precum: La Liga, Serie A, Ligue 1, UCL, UEL, F1, F2, F3, Cupa Porsche Bundesliga, SuperLig, Jupiler Pro League și Liga Fortuna.
Din 19 aprilie 2022 Look Sport 2 a devenit Prima Sport 4, recepționându-se în rețelele Orange și Vodafone. 

### Prima Sport 5
Prima Sport 5 este al cincelea canal dedicat exclusiv sportului.
Canalul a primit licența de la CNA pe 8 martie 2022, autorizat pe 8 septembrie 2022 și s-a lansat pe 7 octombrie 2022.
Canalul transmite competiții sportive precum: La Liga, Serie A, Ligue 1, UCL, Premier League, MotoGP, EHF Champions League, canotaj, gimnastică și Super Rally.

### Prima Sport PPV (1 - 4)
Prima Sport PPV (1 - 4) (fostele Look Sport PPV 1-4) sunt canale Pay-Per-View dedicate exclusiv sportului și sunt disponibile exclusiv în grila Vodafone România (fostul UPC România), dar și pe Prima Play, dar doar 1-3. Aceste canale emit doar în unele timpuri.
Această serie a fost lansată pe 18 septembrie 2018. Transmite meciuri de fotbal ce nu au încăput pe canalele TV ca: Serie A, Ligue 1, Bundersliga, UCL, UEL, SuperLig, Endervisie, Primera Liga, Premier League Scoția, Liga Fortuna și Jupiler Pro League.
Inițial era format din 9 canale PPV, dar în 2019 a fost înjumătățit la 4 canale PPV, dintre care primele 2 fiind HD, deoarece 5-9 emiteau doar un ecran negru.
Din 19 aprilie 2022 Look Sport PPV 1-4 au devenit Prima Sport PPV 1-4.

### Prima 4K
Prima Sport mai cuprinde Prima 4K (fost Look 4K), un canal care emite doar UHD și momentan se află disponibil în grilele TV Vodafone România și Orange România.